# Flogstallen
Der Flogstallen ist 1883 m hoher Berg im Borg-Massivs des ostantarktischen Königin-Maud-Lands. Er ragt mit einem abgeflachten und vereisten Gipfel und steil abfallenden Felsflanken unmittelbar nordöstlich des Jøkulskarvet auf.
Norwegische Kartografen, die ihn auch benannten, kartierten ihn anhand von Vermessungen und Luftaufnahmen der Norwegisch-Britisch-Schwedischen Antarktisexpedition (1949–1952) sowie Luftaufnahmen der Dritten Norwegischen Antarktisexpedition (1956–1960) aus den Jahren 1958 und 1959. Der norwegische Name bedeutet wörtlich übersetzt so viel wie „Felswandstall“.